# Khetania mandibulata
Khetania mandibulata (лат.) — вид вымерших перепончатокрылых из инфраотряда Aculeata. Единственный вид рода Khetania Dlussky, 1999. На данный момент систематическое положение достоверно не определено, и весь род считается incertae sedis внутри жалящих. Ранее род рассматривался внутри семейства Formicidae (муравьи).

## Описание
Khetania mandibulata — это вымерший вид перепончатокрылых, известный только из отложений мелового периода (альбский ярус), возраст находок около 112—99 млн лет. Найден на севере Хабаровского края (Россия, Охотский район, бассейн реки Хетана — Khetana river, приток реки Улья) и описан профессором Г. М. Длусским в 1999 году.
Голова самок трапециевидная (у других родов арманиид она округлая), расширяющаяся кпереди, бока слегка выпуклые, затылочные углы округлые. Глаза крупные и выпуклые, вытянутые, эллиптические. Основания мандибул широко отделены друг от друга, также как у современных муравьёв из родов Myrmecia (из подсемейства Myrmeciinae), Amblyopone (из подсемейства Amblyoponinae), Thaumatomyrmex, и некоторых Leptogenys (из подсемейства Ponerinae), с примитивной социальной организацией и специализированным охотничьим поведением. Мандибулы линейные, лишь слегка изогнуты, с апикальным и преапикальным зубцами. Стебелёк между брюшком и грудкой состоит из одного членика петиоля; перетяжка между первыми сегментами брюшка (III и IV абдоминальными) отсутствует. Петиоль широкий, поперечный, вдвое короче первого тергита брюшка. Обнаружены только самки (крылья плохо сохранились).
Вид Khetania mandibulata первоначально был отнесен к вымершему семейству Armaniidae (которое сейчас рассматривается в статусе подсемейства Armaniinae Dlussky, 1983 внутри семейства Formicidae), все представители которого известны только из мелового периода. На данный момент род исключен из семейства муравьёв, а точное систематическое положение остаётся неопределенным.